# Tara King th.
Tara King th. (Tara King theory; TKth.) — французская музыкальная группа, изначально — представитель трип-хоп-направления.

## История
Изначально сольный проект Арно Буайе (фр. Arnaud Boyer) — участника группы Curtis Newton — развивался в рамках основанного им же музыкального лейбла под названием Mudah Peac, который базируется в департаменте Дром, расположенном в регионе Рона — Альпы. Проект был назван в честь персонажа телесериала 1960-х годов «Мстители» — английской шпионки Тары Кинг. В 2003 году был выпущен первый альбом Séquence 01, для записи которого использовался вокал Сесиль Морель-Журнель (фр. Cécile Morel-Journel). Музыка этого альбома была задействована в саундтреках таких фильмов, как «Поворот не туда» и «Дом страха». В 2004 году к Буайе присоединились Вивьен Кипер (фр. Vivien Kiper) и Беатрис Морель-Журнель (фр. Béatrice Morel-Journel), после чего состоялись релизы альбома The tara king theory и мини-альбома A Sigh Of Relief. С 2006 года в группе участвовали Оливье Депардон (фр. Olivier Depardon) и Жан-Марк Жунка (фр. Jean-Marc Junca). В 2010 году Tara King th. выпустила свой следующий альбом Extravagant, Grotesque & Nonchalant.

## Творчество
В дебютном альбоме Séquence 01 доминируют электронная музыка, трип-хоп и даунтемпо. Атмосфера тёмного и чувственного мира, воссозданная на диске, нашла своё дальнейшее развитие в музыкальном сопровождении электронной сказки Harold, текст которой написала Сесиль Морель-Журнель и записал известный во Франции актёр дубляжа Доминик Патюрель. Проект продолжал развиваться в том числе благодаря творческому сотрудничеству, была организована концертная деятельность, записывались ремиксы, композиции для сборников и саундтреков, и выпущен мини-альбом Echoes of the future.
Важным этапом проекта, уже как группы, стал выход второго альбома The tara king theory. Диск, сочетающий в себе кинематографические семплы и романтический электропоп, предлагает более интимную и спокойную музыку. Тем не менее, как отмечает обозреватель «Звуки.ру», за внешним спокойствием чувствуется огромное напряжение: «Редко кому удается насытить медленные движения столь специфическим драйвом».
Подготовленный в 2006 году EP-релиз A Sigh Of Relief демонстрирует желание участников коллектива не ограничиваться рамками синтетической музыки. Этому свидетельствуют мелодичные композиции, где значительно увеличена доля акустического звучания. Причиной такого подхода было стремление снять ограничения студийного проекта, коим являлась группа, и представить себя более широкой публике.
Влияние музыкальной атмосферы кино 60-70 годов XX века заметно и в последующих работах Tara King th. Третий альбом Extravagant, Grotesque & Nonchalant, вышедший в 2010 году, в значительной степени исполнен в духе ретро-футуризма. Композиции дабл-сингла Arrogant Doll / Pretty Mess напоминают с одной стороны о музыке Джона Барри в фильмах о Джеймсе Бонде, а с другой — о гитарных партиях Эннио Морриконе в спагетти-вестернах. EP-альбом Psychotropic Mood 2011 года был записан с использованием итальянских электроорганов Farfisa, выпускавшихся в 1960-х годах. О шестидесятых годах и футуризме вновь напоминает запись 2012 года Uncolored Past..

## Дискография
| Альбомы | Альбомы                             | Альбомы              | Альбомы                                 |
| ------- | ----------------------------------- | -------------------- | --------------------------------------- |
| Год     | Название                            | Лейбл                | Rate Your Music                         |
| 2003    | Sequence 01                         | Mudah Peach          | альбом (англ.) на сайте Rate Your Music |
| 2005    | The tara king theory                | Mudah Peach          | альбом (англ.) на сайте Rate Your Music |
| 2010    | Extravagant, Grotesque & Nonchalant | Back to Mono Records | альбом (англ.) на сайте Rate Your Music |
| 2013    | Hirondelle et Beretta               | Moon Glyph           | альбом (англ.) на сайте Rate Your Music |

| Специальные релизы | Специальные релизы                                  | Специальные релизы | Специальные релизы                      |
| ------------------ | --------------------------------------------------- | ------------------ | --------------------------------------- |
| Год                | Название                                            | Лейбл              | Rate Your Music                         |
| 2003               | Echoes of the future (EP)                           | Mudah Peach        | альбом (англ.) на сайте Rate Your Music |
| 2004               | Echoes of the future remixed (EP)                   | Mudah Peach        | альбом (англ.) на сайте Rate Your Music |
| 2005               | Invasion (EP)                                       |                    |                                         |
| 2006               | A Sigh of Relief Acoustic Recordings (EP)           | Ocean Music        | альбом (англ.) на сайте Rate Your Music |
| 2007               | Unreleased Acoustic Recordings (EP)                 |                    |                                         |
| 2008               | Harold Un conte musical                             |                    |                                         |
| 2011               | Acoustic Recordings (A Sigh Of Relief & Unreleased) |                    |                                         |
| 2011               | Arrogant Doll / Pretty Mess (сингл)                 | Petrol Chips       |                                         |
| 2011               | Psychotropic Mood (EP)                              | Petrol Chips       |                                         |
| 2012               | Uncolored Past (EP)                                 | Petrol Chips       | альбом (англ.) на сайте Rate Your Music |
| 2012               | Uncolored Past, Pt. 2 (EP)                          | Petrol Chips       | альбом (англ.) на сайте Rate Your Music |
| 2012               | Uncolored Past (Parts I & II)                       | Moon Glyph         | альбом (англ.) на сайте Rate Your Music |